# 又吉愛
又吉愛（日语：／，1983年4月2日—），日本女性配音員。出身於大阪府。ARTSVISION所屬。身高145cm。O型血。

## 來歷
又吉愛之所以想成為一名配音員，是因為自己在中學時期玩了《純愛手札》並沉迷其中，那時她第一次了解配音員這個職業。
她為了成為一名配音員，曾參加了很多自己尋找的試鏡，從未放棄，繼續一遍又一遍地試鏡，直到最後通過了試鏡。
於加入日本播音演技研究所後，隸屬於ARTSVISION所屬
2014年7月1日，她在部落格上宣佈於2013年登記結婚，2016年1月宣布生下一子。

## 人物
暱稱包括。來自廣播節目《週刊！Anitama週五》的和來自同一廣播節目《美夢俱樂部電台》的。
擅長方言：大阪方言。興趣、特長：遊戲、網際網路。
喜歡美少女遊戲，除了《純愛手札》之外，她最喜歡的遊戲是《青澀寶貝》，這激發了她成為配音員的想法，並收集了美少女遊戲的電話卡。
不擅長漢字，因此廣播節目《週刊！Anitama週三》為她專門設計了一個名叫「漢字陷阱日」的企劃。
曾是聲優組合Puppy's的成員。主要與成員伊藤靖子、長谷川靜香一起上廣播節目《電擊G's Radio》。並與門田幸子一起組成了聲優組合「Happy☆Lover」。

## 演出
粗體字表示主要角色。

### 電視動畫
2004年
- 花右京女侍隊 La verite（操作員）
- 瑪莉亞的凝望（學生、園童）

2005年
- 絕對正義VS外道少女隊（日语：あかほり外道アワーらぶげ）（美少年、弟〈美少年〉、園童A、粉絲A、金楢明、少年A、女漫才師、螞蟻美女）
- 水星領航員 The ANIMATION（水精靈2、女子B）

2006年
- 犬神！（小孩A）
- 少年陰陽師（公主、雜鬼〈四〉）
- 女高中生 GIRL'S-HIGH（毛利沙耶香）

2007年
- 魔法少女奈葉StrikerS（二重奏、通訊官員A、護士、部下）

2008年
- 銀魂（家政婦）
- 野良爾（日语：のらみみ）（回想的少年）
- 夜櫻四重奏（2008年—2013年，東鈴[12]）2系列

2009年
- -Saki-（2009年—2014年，文堂星夏）2系列
- 夏日風暴！（小孩B）
- 小雙俠 (2008年版)（眉賀麿）

2011年
- A頻道（豐／今井豐）
- 我們沒有翅膀（羽田小鳩、母親）[13]
- 境界線上的地平線（2011年—2012年，米莉安·波柯）2系列

2012年
- 殭屍哪有那麼萌？（忍田一惠）

2013年
- 斯特拉女学院高等科C³部（瀨戶桃香）
- 塔麻可吉！系列（2013年—2014年）2系列

2014年
- 魔女的使命（愛衣[14]）

2016年
- 半田君傳說（女經理）

### OVA
- 美夢俱樂部 PURE SONGS CLIPS（日语：ドリームクラブ）（2010年，奈緒）
- 夜櫻四重奏 ～星之海～（2010年，東鈴）
- A頻道 +smile（2012年—2017年，豐／今井豐）2作品
- 少女愛上大姊姊 2位Elder THE ANIMATION（2012年，宮藤陽向）

### 遊戲
2004年
- 轉生學園幻蒼錄（日语：転生學園幻蒼録）（紫上結奈）

2005年
- 拉吉亞達物語（日语：ラジアータ ストーリーズ）（蕾歐娜·維舍特）
- Rune Princess（日语：ルーンプリンセス）（瑪琳卡·埃斯科皮奧）

2006年
- 光明騎士5（日语：グローランサーV）（科林）
- 轉生學園月光錄（紫上結奈）

2007年
- 光明騎士6（日语：グローランサーVI）（科林）
- Routes PE、Routes 攜帶版（立田七海）

2008年
- 樂園密碼（日语：アヴァロンコード）（弗朗西斯卡）
- 聖靈之心2（凱薩琳京橋（日语：キャサリン京橋））

2009年
- 聖靈之心3（凱薩琳京橋）
- 美夢俱樂部（日语：ドリームクラブ）（奈緒）
- 最終幻想水晶編年史 時之回聲（艾莉露）
- 水之魔石（提儂＝艾爾桑特）

2010年
- 犯罪少女（日语：クリミナルガールズ）（艾莉絲／水菜悠里）
- 咲-Saki- 攜帶版（文堂星夏）
- 美夢俱樂部 攜帶版（奈緒）
- Paperman（日语：Paperman）（艾露露）

2011年
- 水月 貳（日语：水月 弐）（結城千里）
- 美夢俱樂部ZERO（奈緒）
- 美夢俱樂部ZERO 攜帶版（奈緒）
- 魅影破壞者（心愛）

2012年
- 美夢俱樂部 Complete Edipyon！（奈緒[15]）
- 麻將★美夢俱樂部（奈緒）

2013年
- 境界線上的地平線 攜帶版（米莉安·波柯[16]）
- 犯罪少女 INVITATION（艾莉絲[17]）
- 幻獸姬（獨腳人）
- 美夢俱樂部ZERO Special Edipyon！（奈緒[18]）
- 魅影破壞者 EXTRA（心愛[19]）
- 魅影破壞者：戰鬥樂園（心愛[20]）

2014年
- 我們沒有翅膀（羽田小鳩[21]）
- 巴哈姆特之怒（優奈[22]）
- 鬥神都市（日语：闘神都市II）（瑞原葉月[23]）
- Magica★Magica（花灯路秋紗[24]）
- 和姐姐談戀愛！＋PLUS（日语：もっと 姉、ちゃんとしようよっ!）（一條澪緒[25]）
- PSVita版 迷宮旅人2 王立圖書館與魔物封印（日语：ダンジョントラベラーズ2 王立図書館とマモノの封印）（柚原春夏[26]）
- ToHeart 心動派對（柚原春夏）

2015年
- -Saki- 全國篇（文堂星夏[27]）
- 近月少女的禮儀 ～向陽的日子～（大藏里想奈[28]）
- 魅影破壞者：戰鬥樂園OVER DRIVE（心愛[29]）
- 封印勇者！瑪恩島與空之迷宮（諾內[30]）
- 軍事姬大戰（日语：ミリ姫大戦）（佛伊泰克[31]）

2016年
- 少女理論及其之後的周邊  -Bon Voyage-（日语：乙女理論とその周辺 -Ecole de Paris-）（大藏里想奈[32]）

2019年
- 閃耀幻想曲（豐／今井豐）
- 命運之子（拉伊瑪）
- 闇影詩章（吸血鬼搜尋者尤娜、戰江氏少女）

2023年
- 初音島III Plus Story（陽之下葵[33]）

2024年
- 碧藍航線（寰昌[34]）

### 廣播劇CD
- 水星領航員 The Animation 廣播劇CD（日语：ARIA Drama CD） II RED（女孩子A）
- 英雄傳說 零之軌跡 復習故事 -審判的指環-（蒂利亞）
- 我們沒有翅膀 廣播劇系列第5章（羽田小鳩）
- 少年同盟 高中生篇1（女園童）
- 魔藥墨角蘭 廣播劇CD（曙育音）
- 光明騎士5（日语：グローランサーV） 廣播劇CD（科林）
- 光明騎士6（日语：グローランサーVI） 廣播劇CD（科林）
- 殭屍哪有那麼萌？（篠田一）
- 朱羅姬BOX-05里澤 廣播劇CD（井尾）
- 世界樹的迷宮III 絕海的優姬（日语：世界樹の迷宮III 星海の来訪者）（梅莉）
- 初音島III Side Stories 第1、2話（陽之下葵）
- 篁破幻草子（深凪姬）
- （女性主播）
- 星空學園（法官）
- 流行之神 廣播劇CD「被詛咒的都市傳說」（日语：流行り神 警視庁怪異事件ファイル）
- 花漾人生（磯西）
- 替身伯爵（日语：身代わり伯爵シリーズ）（白百合的少女們）
  - 「替身伯爵的冒險」、「替身伯爵的婚禮」
- 我的惡嬌女友（日语：ヤンデレ彼女）（龍崎玲奈）
- 夜櫻四重奏 廣播劇CD1、2
- Routes 原聲廣播劇CD『Greatest Treasure』

### 外語配音

#### 動畫
- Aqua Kids（英语：Aqua Kids）（2004年，波波）
- 3000的音樂班級（英语：Class of 3000）（2006年，金）

### 廣播節目
- Ultra Jump Navigator（日语：ウルジャンナビゲーター）（2006年2月24日—2006年3月31日）
- 週刊！Anitama
  - 週刊！Anitama週五（2005年10月7日—放送終了）
  - 週刊！Anitama週日（—放送終了）
  - 週刊！Anitama週六（—放送終了）
  - 週刊！Anitama週三（日语：週刊!アニたま水曜日）（—放送終了）
  - 週刊！Anitama週三 EXTRA（2009年3月27日）
- 電擊G's Radio（日语：電撃G's Radio）（—2005年3月28日）
- （放送終了）
- 聲優生活向上委員會（日语：声優生活向上委員会）
  - （—放送終了）
  - （—放送終了）
- TOKYO→NIIGATA MUSIC CONVOY（日语：TOKYO→NIIGATA MUSIC CONVOY）（2006年7月擔當）
- S-Radio WIDE 集英組（日语：S-ラジ ワイド 集英組）（2006年8月4日—2007年9月28日）
- （2007年8月29日—2010年3月31日）
- 俺翼振興會 夢RADIO 我們沒有翅膀之夜（2010年11月19日—2011年12月30日）

#### 廣播劇
- VOMIC
  - Switch Girl!!～變身指令～（加藤）
  - 絕對覺醒天使（日语：絶対覚醒天使ミストレス☆フォーチュン）（立川妃）
- （大阪電台《》內：2006年10月4日—12月30日）

### CD
- Puppy's CD
- VoiceCD 快樂女孩 ～我的叔叔～（日语：電撃G's Radio#パピー・ガールズ 〜わたしのおじさま〜）（真晝）
- 變天CD『Routes』篇（4月—6月）
- 光明騎士5（日语：グローランサーV） 原聲角色歌曲專輯（科林）
- 夜櫻四重奏 角色歌曲精選 & 原聲音樂 （東鈴）

### 網路廣播
- niconico頻道GTV（日语：GTV (ビデオマガジン)）（《DVD製作會議》幕後少女）

## 外部連結
- 又吉愛｜ARTSVISION （日語）
- （日語）—又吉愛的官方個人部落格。
- ，存于 （日語）—（舊）又吉愛的官方個人部落格。
- 又吉愛的X（前Twitter） （日語）
- （日語）—WEB THE TELEVISION（日语：ザテレビジョン）
- 又吉愛 （页面存档备份，存于） （日語）—SEIGURA web
- （日語）—goo人名事典
- 又吉愛 （页面存档备份，存于） （日語）—KINENOTE
- 又吉愛 （页面存档备份，存于） （日語）—oricon
- 又吉愛 （页面存档备份，存于） （日語）—allcinema（日语：allcinema）